# گیش‌ماهیان دروغین
گیش‌ماهیان دروغین (Lactariidae) نام یکی از خانواده‌های ماهیان است.
در آب‌های جنوبی ایران یک گونه از این خانواده به نام گیش دروغین زندگی می‌کند.

## منبع
اسدی، هدایت و دیگران، اطلس ماهیان خلیج فارس و دریای عمان، سازمان تحقیقات و آموزش شیلات ایران، تهران: ۱۳۷۵.
1. ↑  false trevally